# Karl Ludwig von Lecoq
Karl Ludwig von Lecoq, ou Karl Ludwig von Le Coq, est un officier général prussien, né le 23 septembre 1754 à Eilenbourg en Saxe et mort le 14 février 1829 à Berlin. Descendant d'une famille française de confession protestante, il s'engage d'abord dans l'armée de l'électorat de Saxe, puis offre ses services au royaume de Prusse et participe aux guerres de la Révolution française. Décoré pour sa bravoure au combat, il remplit diverses missions militaires et diplomatiques, et devient par ailleurs un cartographe renommé. 
En 1806, il est placé à la tête des forces prussiennes dans le Nord-Ouest de l'Allemagne. Coupé du reste de l'armée après les défaites d'Iéna et d'Auerstaedt, il se réfugie avec ses troupes dans la forteresse de Hamelin où, encerclé par un corps français inférieur en nombre, il capitule après seulement deux semaines de siège. Traduit en justice et condamné à l'emprisonnement à vie, le général est finalement gracié par le roi quelques années plus tard et poursuit son travail de cartographe. Il meurt en 1829, complètement aveugle.

## Biographie

### Du lieutenant au général-major
Karl Ludwig von Lecoq naît le 23 septembre 1754 à Eilenbourg, dans l'électorat de Saxe, au sein d'une famille protestante d'ascendance française. Son père, Johann Ludwig von Le Coq (de) (1719-1789), a obtenu le grade de lieutenant-général dans l'armée saxonne. Son frère, Karl Christian Erdmann von Le Coq est également général dans l'armée saxonne. Entré en 1770 au 10e régiment d'infanterie Riedesel en qualité de lieutenant en second, Lecoq est nommé capitaine en 1779. Il passe ensuite dans l'armée prussienne en 1787. Promu au grade de major, il est désigné pour commander le 20e bataillon de fusiliers Legat, en garnison à Magdebourg. En 1792, il est affecté à l'état-major du duc de Brunswick et, pendant la guerre de la Première Coalition, participe à la bataille de Valmy ainsi qu'à plusieurs autres affaires. En récompense de son courage pendant le siège de Mayence, du 14 avril au 23 juillet 1793, Lecoq est décoré de l'ordre Pour le Mérite.

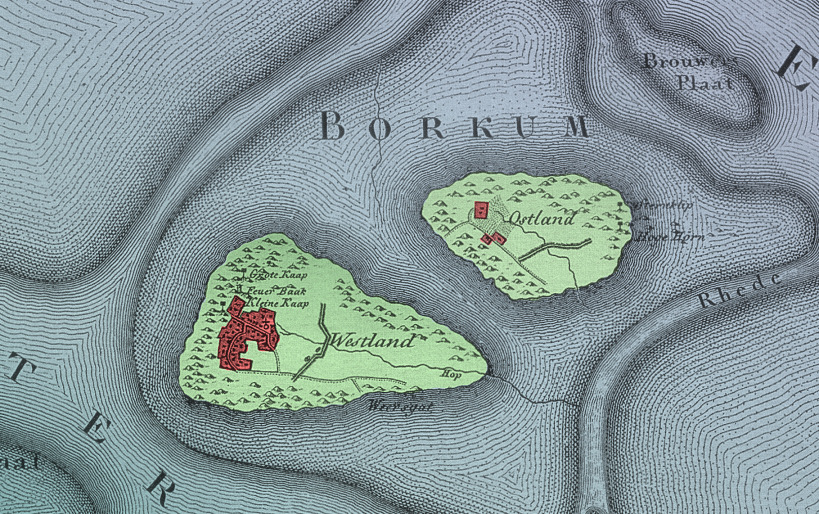
Détail d'une carte de Lecoq représentant l'île de Borkum.

Après la signature du traité de Bâle en avril 1795, l'armée prussienne est postée à la frontière nationale, dans le nord-ouest de l'Allemagne. Lecoq est fait Oberstleutnant (lieutenant-colonel) et chef du grand quartier-général du duc de Brunswick, l'équivalent de son chef d'état-major. Tout en accomplissant ses obligations militaires, il s'attelle à cartographier la Westphalie. Placé en qualité d'observateur auprès de l'armée française de Sambre-et-Meuse pendant la campagne de 1796, il écrit un rapport au roi Frédéric-Guillaume II le 15 août, depuis la ville de Plauen, sur la façon dont le général Jourdan dirige ses troupes. Il remarque que l'armée française est mal équipée et mal vêtue, mais qu'elle peut compter sur des fantassins et des cavaliers robustes et qu'elle dispose de bons chevaux pour traîner ses canons. Fort de l'estime de Frédéric-Guillaume II et de son successeur, le roi Frédéric-Guillaume III, Lecoq est chargé en 1801 d'une mission diplomatique à Saint-Pétersbourg ; l'année suivante, il négocie également le transfert du major Gerhard von Scharnhorst, alors au service du Hanovre, au sein de l'armée prussienne.
Inspiré par le cartographe français Jean-Dominique Cassini, Lecoq travaille sur sa « grande carte de Westphalie » (Große Karte von Westfalen) entre 1795 et 1805. Déjà reconnu comme un cartographe de talent par ses contemporains, il est nommé par le roi commandant en chef du 6e régiment de grenadiers de la Garde royale en 1801. En outre, il intègre le conseil chargé d'examiner les candidatures des officiers souhaitant servir à l'état-major général. En 1803, Lecoq accède au grade de général-major et, l'année suivante, fonde une école militaire destinée à la formation des officiers.

### Face à Napoléon: la campagne de 1806

#### Début des opérations
Peu avant le déclenchement de la guerre de la Quatrième Coalition, d'importantes forces prussiennes sont présentes dans le nord-ouest de l'Allemagne : la Westphalie est occupée par les troupes du général Blücher — 16 bataillons d'infanterie et 17 escadrons de cavalerie — tandis que 20 bataillons et 28 escadrons supplémentaires sont déployés dans l'électorat de Hanovre. Au début du mois d'octobre 1806, la plus grande partie de ces troupes fait mouvement vers le sud, sous les ordres des généraux Blücher et Rüchel, et vient prendre position près des villes de Gotha et d'Eisenach. À ce stade, Blücher se sépare des brigadiers von Hagken et von Brusewitz qu'il laisse à Münster pour protéger la Westphalie d'une incursion française. Quelque temps avant que la guerre ne soit officiellement déclarée, Lecoq reçoit le commandement de toutes les forces prussiennes du secteur. Avec les garnisons de Hamelin et de Nienburg, ce sont près de 12 000 Prussiens qui s'apprêtent à défendre le Hanovre et la Westphalie.

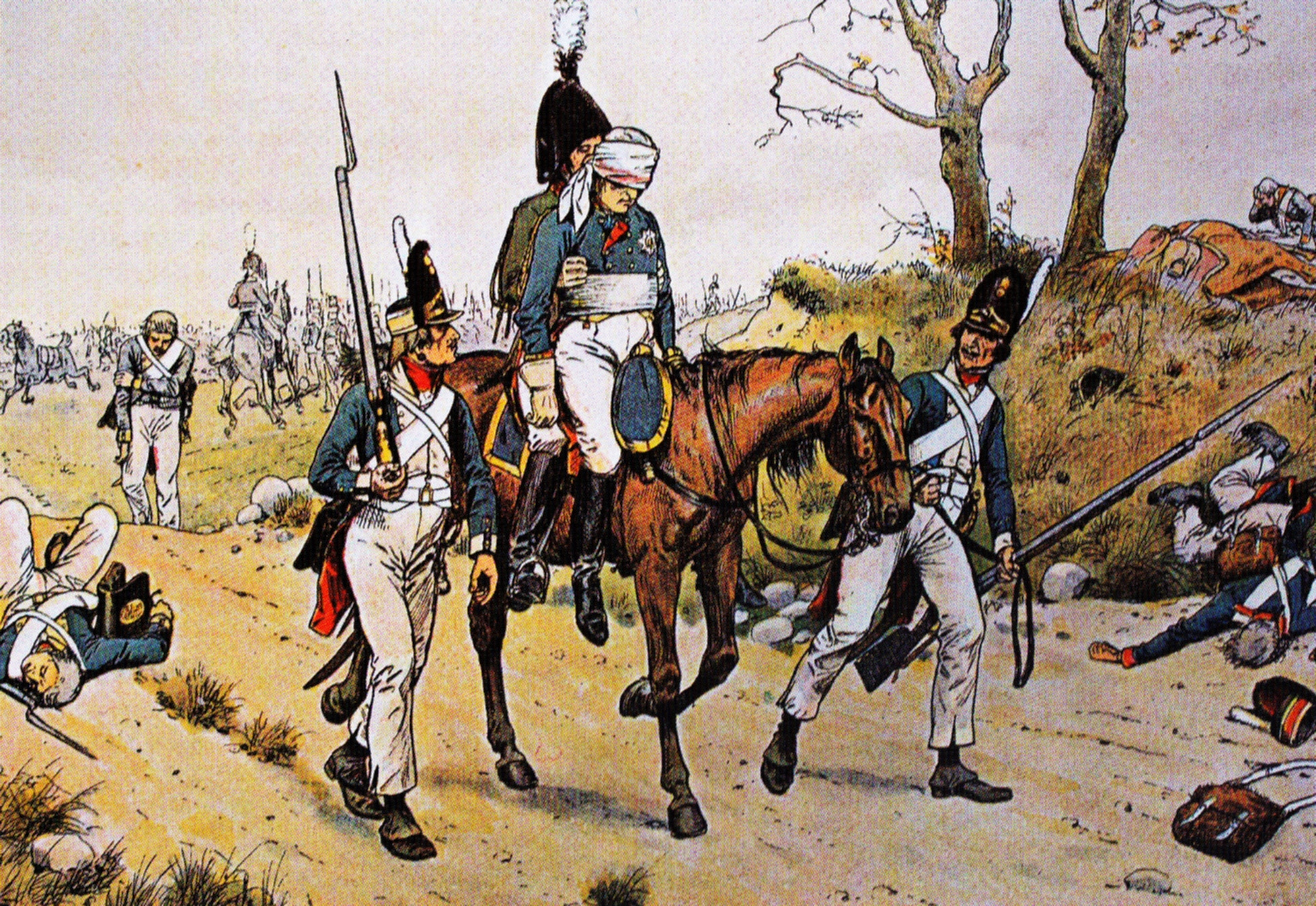
Les deux batailles livrées à Iéna et Auerstaedt le 14 octobre 1806 s'achèvent chacune sur une écrasante défaite prussienne. Ici, le duc de Brunswick, mortellement blessé à Auerstaedt, est emmené vers l'arrière par ses soldats. Composition de Richard Knötel.

Face à eux se trouvent le roi Louis Bonaparte, à la tête de l'armée du royaume de Hollande, et le maréchal Édouard Mortier, établi à Mayence. Louis jette une forte garnison dans la forteresse de Wesel tandis qu'un corps d'environ 6 000 hommes se dirige vers le nord-est. Un contingent similaire stationne à Utrecht. Mortier dispose quant à lui du 8e corps d'armée, composé d'une division aux ordres du général Loison. Napoléon a assigné la tâche à Louis et Mortier d'observer les Prussiens jusqu'à ce que lui-même parvienne à défaire leur armée principale, puis, ceci fait, d'envahir le nord-ouest de l'Allemagne.
Le 9 octobre, plusieurs colonnes prussiennes sous le commandement de Lecoq et Hagken se mettent en marche vers l'ouest, en dépit d'une progression très lente. Dix jours plus tard, la nouvelle des batailles d'Iéna et d'Auerstaedt, catastrophiques pour les armées prussiennes, parvient à Lecoq et celui-ci ordonne immédiatement la retraite. Lorsqu'il apprend que les fuyards se retirent à travers les montagnes du Harz, il règle sa marche en direction de la forteresse de Hamelin. Ses propres forces et celles de Hagken s'y retrouvent le 23 octobre et installent leur campement, tandis qu'il donne des ordres pour acheminer de la nourriture dans la ville en vue de se préparer à un siège. Le jour suivant, il repart vers l'est dans l'espoir de traverser l'Elbe et d'échapper ainsi aux troupes françaises. Toutefois, informé qu'il est à présent coupé du fleuve, il abandonne son projet et retourne à Hamelin, prenant soin de détacher l'Oberst von Osten avec un bataillon d'infanterie et un régiment de dragons pour essayer de prendre contact avec Blücher.

#### Siège de Hamelin

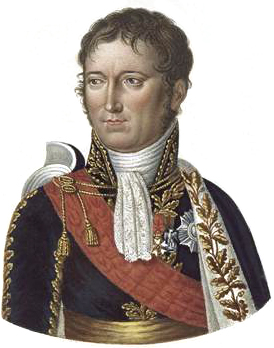
Le maréchal Mortier, commandant en chef le 8e corps d'armée français.

Simultanément, Napoléon donne l'ordre à Louis et Mortier de se porter en avant. Les forces franco-hollandaises convergent d'abord sur l'électorat de Hesse dont le souverain, Guillaume Ier, bien qu'officiellement neutre, est un fervent soutien de la couronne de Prusse. Les 5 500 soldats de Mortier et les troupes de Louis envahissent le petit État, forcent l'armée hessoise à mettre bas les armes et contraignent le monarque à prendre le chemin de l'exil. Le 9 novembre, le roi Louis, malade, cède la direction générale des opérations à Mortier qui se retrouve à la tête d'un corps de 12 000 hommes. Dès le 7 novembre, les premiers éléments français arrivent à proximité de Hamelin et le 10, la plus grande partie du corps de Mortier se rassemble sous les murs de la ville.
À cette date, Lecoq a pu remettre les fortifications en état et les occupent avec 10 000 hommes environ ; de plus, la cité et la forteresse sont bien approvisionnées et prêtes à soutenir un siège. Mortier, de son côté, laisse 6 000 hommes devant Hamelin et reprend sa marche en direction du Hanovre, qu'il occupe le 12 novembre. Le contingent de siège est commandé par le général de division Jean-Baptiste Dumonceau, qui a sous ses ordres une brigade de cavalerie et trois brigades d'infanterie ainsi que 12 canons. Avant de partir, Mortier a fait de son mieux pour convaincre Lecoq de se rendre, mais ses tentatives se sont révélées infructueuses.
Pour résister à Dumonceau, Lecoq peut compter sur 10 000 hommes de troupe et 175 canons abrités dans la place. Ce total inclut notamment la garnison de la ville, forte de 3 058 hommes et dirigée par le général-major von Schöler, âgé de 75 ans : elle se compose des 3e bataillons des régiments prussiens no 9 (de) Schenck (de), no 27 (de) Tschammer, no 44 Hagken (de) et no 48 Hessen. S'y ajoutent également deux bataillons du 19e régiment Oranien. Le reste des forces de Lecoq comprend quatre compagnies d'invalides — formées à partir des quatre premiers régiments listés ci-dessus —, 40 hussards, 181 artilleurs, 1 000 rescapés des désastres d'Iéna et d'Auerstaedt ainsi que des recrues tirées des régiments d'infanterie no 29 Treuenfels (de) et no 43 Strachwitz (de).

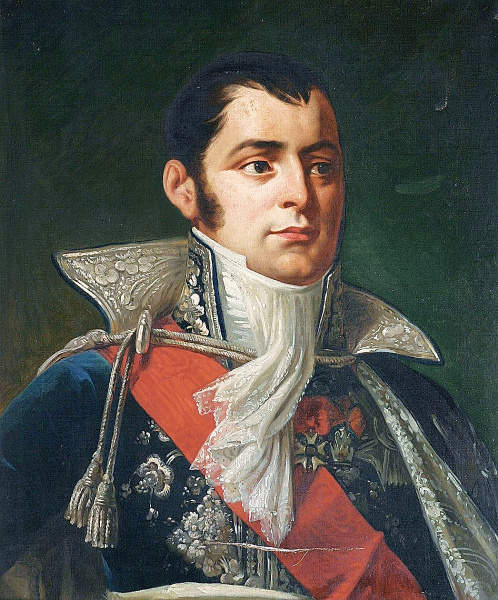
Le général Savary, peint par Robert Lefèvre. Aide de camp de l'Empereur et fin diplomate, il parvient à arracher la capitulation de Hamelin au gouverneur Lecoq.

Alors que les opérations devant Hamelin suivent leur cours, Napoléon et l'envoyé du roi de Prusse Girolamo Lucchesini concluent un armistice stipulant que les dernières forteresses prussiennes doivent être remises aux Français. Frédéric-Guillaume III refuse par la suite de ratifier le document, mais cela n'empêche pas Napoléon d'exploiter la négociation en sa faveur. Il charge en effet son aide de camp Savary de se rendre à Hamelin afin d'informer le gouverneur prussien de la tentative d'armistice et de l'inciter à déposer les armes. Savary arrive à Hamelin le 19 novembre et obtient l'autorisation de parlementer avec Lecoq et ses subordonnés. Mettant à profit ses talents de diplomate, le général français rappelle à ses interlocuteurs qu'il n'existe aucune armée prussienne prête à leur porter secours dans un rayon de 400 km. Lorsqu'il révèle ensuite les clauses de l'armistice, Lecoq décide de capituler. La garnison bénéficie des conditions mises en œuvre lors de la précédente reddition de Prenzlau, le 28 octobre, à savoir que les officiers sont libérés sur parole tandis que les soldats sont emmenés en captivité.
À l'annonce de la capitulation, les troupes de Lecoq s'insurgent et de nombreux soldats envahissent les débits de vin jusqu'à devenir ivres. Des scènes de vols et de pillages s'ensuivent. Pour leur part, les officiers demandent à être payés et exigent que leurs troupes soient également libérées. Deux versions se contredisent quant à la suite des événements : dans ses écrits, Savary rapporte que sa cavalerie parcourt les rues de la ville afin d'en chasser les Prussiens qui, une fois au dehors, sont encerclés et désarmés. Une seconde version indique que 9 000 soldats de la garnison se dispersent en désordre dans la campagne environnante, ce qui fait que seulement 600 hommes prennent le chemin de la captivité après la reddition du 22 novembre,,. Le 26 du même mois, la forteresse de Nienburg se rend à son tour avec les 2 911 hommes de sa garnison.
L'historien britannique Digby Smith juge la capitulation de Hamelin « honteuse ». Francis Loraine Petre estime quant à lui que la situation de Lecoq était sans espoir, mais qu'il était de sa responsabilité de tenir le plus longtemps possible ; un long siège aurait en effet eu l'avantage de fixer des forces françaises qui seraient ainsi devenues inutilisables pour la campagne de Pologne.

### Fin de carrière
En 1809, Lecoq fait l'objet d'une enquête pour déterminer les mobiles de sa reddition à Hamelin. Condamné à la prison à vie, il est conduit à Spandau mais il lui est accordé de vivre en ville plutôt que dans une cellule. Le roi refuse sa demande de grâce en 1812, mais lui offre cependant la possibilité de visiter sa propriété de Pichelsdorf, près de Berlin. Après l'entrée en guerre de la Prusse en 1813, il est autorisé à se retirer à Oranienbourg. Le général est finalement gracié l'année suivante et s'installe à Berlin, où il continue à travailler sur ses chères cartes malgré le déclin progressif de sa vue. Son épouse, Marie Charlotte Lautier, né en 1760, décède en 1826 après avoir donné à son mari quatre enfants, dont deux filles qui atteignent plus tard l'âge adulte. Complètement aveugle, Lecoq meurt le 14 février 1829 à Berlin et est enterré dans le cimetière français.

## Famille
Le Coq est marié avec Marie Charlotte Lautier (1760-1826). Le couple a quatre enfants, dont deux filles atteignent l'âge adulte :
- Pauline Amalie (1787-1863) mariée en 1809 avec Ludwig von Below (de) (1779-1859), lieutenant-général prussien.
- Ulrike (1792-1882) mariée en 1818 avec August von Winterfeldt (de) (1789-1864), conseiller de la cour de chambre prussienne, conseiller de la chevalerie